# Georgios Papasideris
Georgios Papasideris (en griego: Γέωργιος Παπασιδέρης, 1875 – 1920) fue un atleta y pesista griego, que compitió en los Juegos Olímpicos de Atenas 1896
Nació en Koropi, un suburbio de Atenas, Grecia.
Papasideris compitió en la prueba de lanzamiento de bala, obteniendo el tercer lugar. Su mejor lanzamiento fue de 10,36 metros. También estuvo en la prueba de lanzamiento de disco, colocándose entre el quinto y el noveno y último lugar.
En el evento de levantamiento con dos brazos del programa de halterofilia, empató el cuarto lugar junto al alemán Carl Schumann. Ambos levantaron un peso de 90,0 kilogramos